# X suscrit
Cette page contient des caractères spéciaux ou non latins. S’ils s’affichent mal (▯, ?, etc.), consultez la page d’aide Unicode.
Ne doit pas être confondu avec Marque x (diacritique).
La diacritique lettre minuscule latine x est une lettre suscrite au-dessus d’autres lettres utilisée dans certaines notations médiévales et certaines transcriptions phonétiques.